# Great Northern Railway (Stati Uniti d'America)
La Great Northern Railway (acronimo: GN) era una società ferroviaria statunitense. La sua linea, da Saint Paul, Minnesota, a Seattle, Washington, fu la creazione dell'imprenditore ferroviario del XIX secolo James J. Hill e fu sviluppata dalla Saint Paul & Pacific Railroad. La rotta della Great Northern Railway era la linea ferroviaria transcontinentale più a nord negli Stati Uniti.
La Great Northern è stata l'unica ferrovia a livello transcontinentale finanziata privatamente e costruita con successo nella storia degli Stati Uniti. Durante la sua costruzione non sono stati utilizzati sussidi federali, a differenza di tutte le altre ferrovie transcontinentali.